# 斯堪尼亞K230UB
斯堪尼亞K230UB（英語：Scania K230UB）是瑞典斯堪尼亞製造的一款超低地台巴士（low-entry bus）。

## 引擎
斯堪尼亞K230UB的引擎被縱置於車尾，車廂內部近車尾的地台因此須要升高。斯堪尼亞K230UB配用Scania DC9/16/230柴油引擎，該系列引擎採用廢氣再循環技術，透過高壓燃油噴射系統將燃油燒盡，減低廢氣排放，無須依賴尿素或其他添加物來達至歐盟四型廢氣排放標準。

## 香港
香港九龍巴士於2008年訂購30輛斯堪尼亞K230UB歐盟4型單層巴士，當中20輛為10.6米短陣版本，其餘10輛為12米長陣版本；全數配用葡萄牙Salvador Caetano雙門車身，車咀的線條與斯堪尼亞K310UD雙層巴士（ASU）分別不大，同樣使用Gorba電子顯示屏及橫推式中門，但配以Vogelsitze座椅，空調系統由日本電裝（Denso）提供，而輪椅位設於左邊車身近下車門前方，其一大特色是不設車尾窗（更是香港專利巴士中首款不設車尾窗的單層巴士車款），從外觀而言可說得上是ASU的單層版本。
香檳色早已成為九龍巴士之新巴士標準塗裝，這些巴士成為首款擁有香檳色的單層低地台巴士，因此被巴士迷稱為「金雞仔」。10.6米版本載客量為68人（28個座位、40個企位）；12米版本為81人（36個座位、45個企位），載客量為九龍巴士車隊中眾多單層空調巴士最高的一款。
首輛長10.6米新車於2009年2月抵港，並於2月25日進行驗車，2009年4月2日正式領牌（ASB1/NT8619）；而首輛長12米版本新車於同年3月15日抵港，並於4月3日進行驗車，2009年6月12日正式領牌（ASC1/NV7050）。不過由於30輛新車近車頭的扶手設計均未能符合運輸署要求，故需先在到運輸署驗車中心驗車前再作修改；此外，由於12米版本新車的總車重於驗車時才發現超出香港法例對2條車軸總車重的限制（香港法例對兩條車軸的重量上限是16噸），因而需要向運輸署申請豁免，企位亦由40個增加至45個。ASB1-ASB4於5月24日投入服務，而ASC1、3於7月18日首航，為74A線增加空調巴士派車數量。其中1輛ASB（ASB19／NV7865）的死氣喉率先被縮短，並由荔枝角車廠借予九龍灣車廠作為測試路線用途，該車一直主力行走2D線，直至2009年8月19日2D線正式獲派2輛該款巴士為止，同時其他ASB的死氣喉亦被縮短，以便行走14S線。
2009年，九龍巴士再訂購同款20輛的12米巴士，並改用Hanover電子顯示屏及Fainsa Cosmic座椅，以及車尾路線牌箱改為裝置於車頂位置，該款12米巴士已於2009年12月中至2010年1月全數出牌，當中一輛改配EEV引擎，車隊編號定為ASCU1（PB6682）。
現時該款巴士的12米版本主要行走一些客量不足以支持雙層巴士行走的路線，10.6米的版本主要行走客量較低的短途路線；每逢星期日及公眾假期，73A線之ASC會改為行走275R線；而每逢清明節及重陽節時，部分ASB將會被抽調行走14S線。
ASB、ASC和ASCU於2016年9月全數更換LED光管照明。
而因應香港政府資助更換歐盟二期引擎的商業車輛的計劃，ASC11、12於2017年9月初開始改裝訓練巴士，ASC13、14於同年12月中陸續開始改裝訓練巴士取代丹尼士飛鏢SLF巴士（AA60）及餘下3輛前龍運巴士亞歷山大車身丹尼士三叉戟三型。

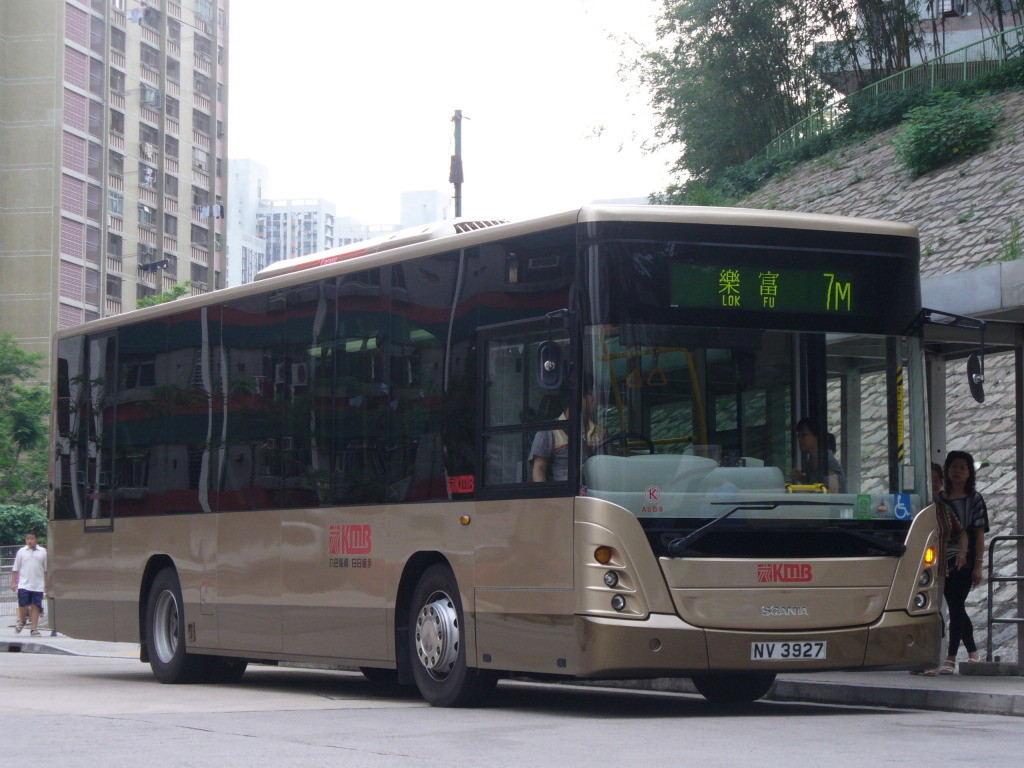
九巴的K230UB型10.6米巴士， 主要行走低客量的短途路線。
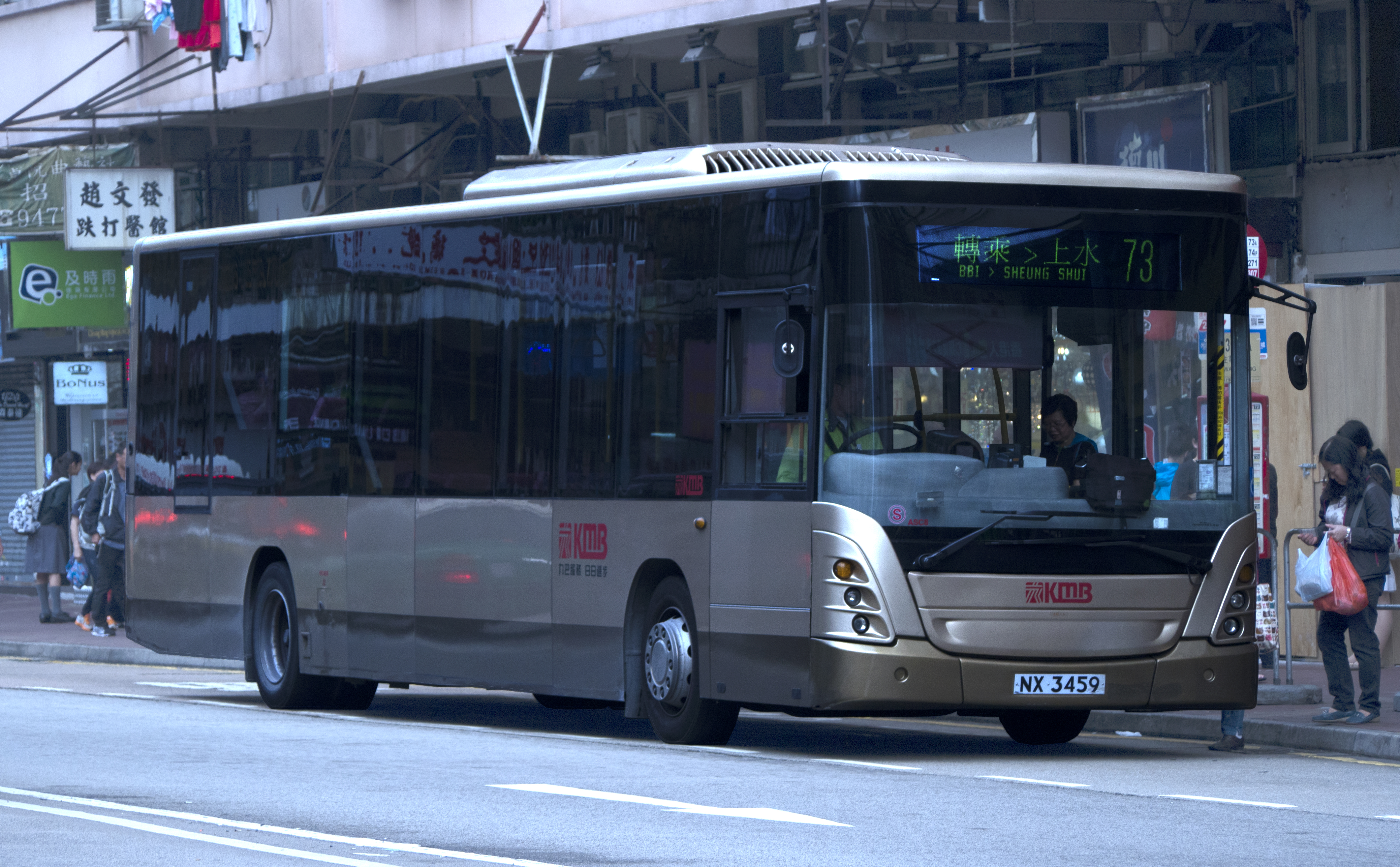
九巴斯堪尼亞K230UB 12米行走73線。

## 新加坡
新加坡新捷運在2007年中開始分批購買大量斯堪尼亞K230UB，首批（500輛）是配歐盟四期引擎的，2009年1月已悉數領牌，用來取代斯堪尼亞N113型巴士及平治O405巴士。2008年中購入400輛配歐盟五期引擎的版本，另外又於2009年購入多200輛。新捷運总共購買1100輛斯堪尼亞K230UB巴士。
新捷運的斯堪尼亞K230UB是配用馬來西亞Gemilang車身，並設有車尾窗。歐四引擎的巴士有兩個輪椅位（香港的版本只有一個），歐五引擎的巴士輪椅位則有一個，設於車廂右邊。巴士全面採用Vogelsitze座椅以及電子路線牌（歐四引擎的使用Coolair電子顯示屏，歐五引擎改用Hanover電子顯示屏），並顯示前往目的地。

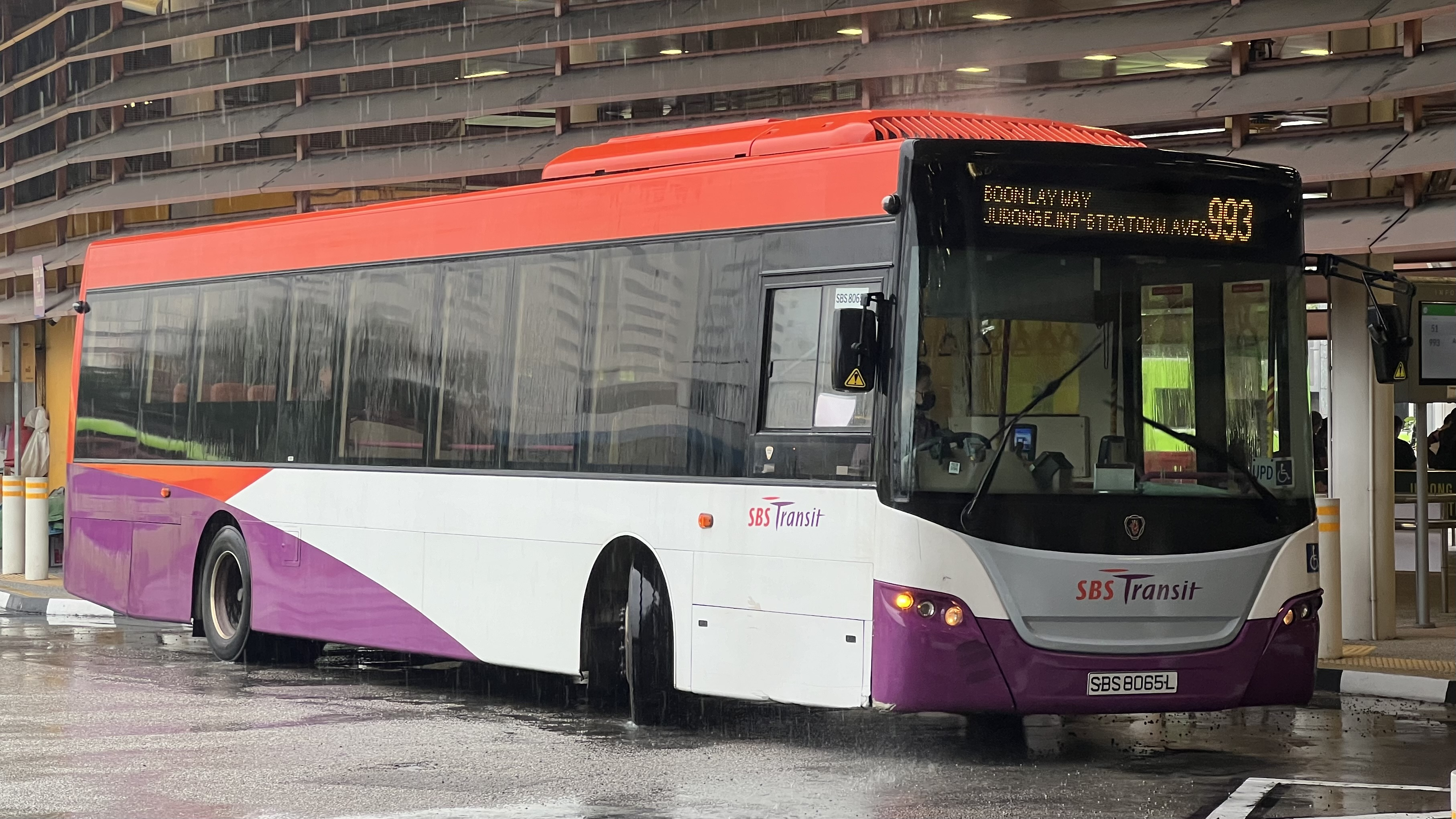
新捷運歐4引擎版本斯堪尼亞K230UB型巴士
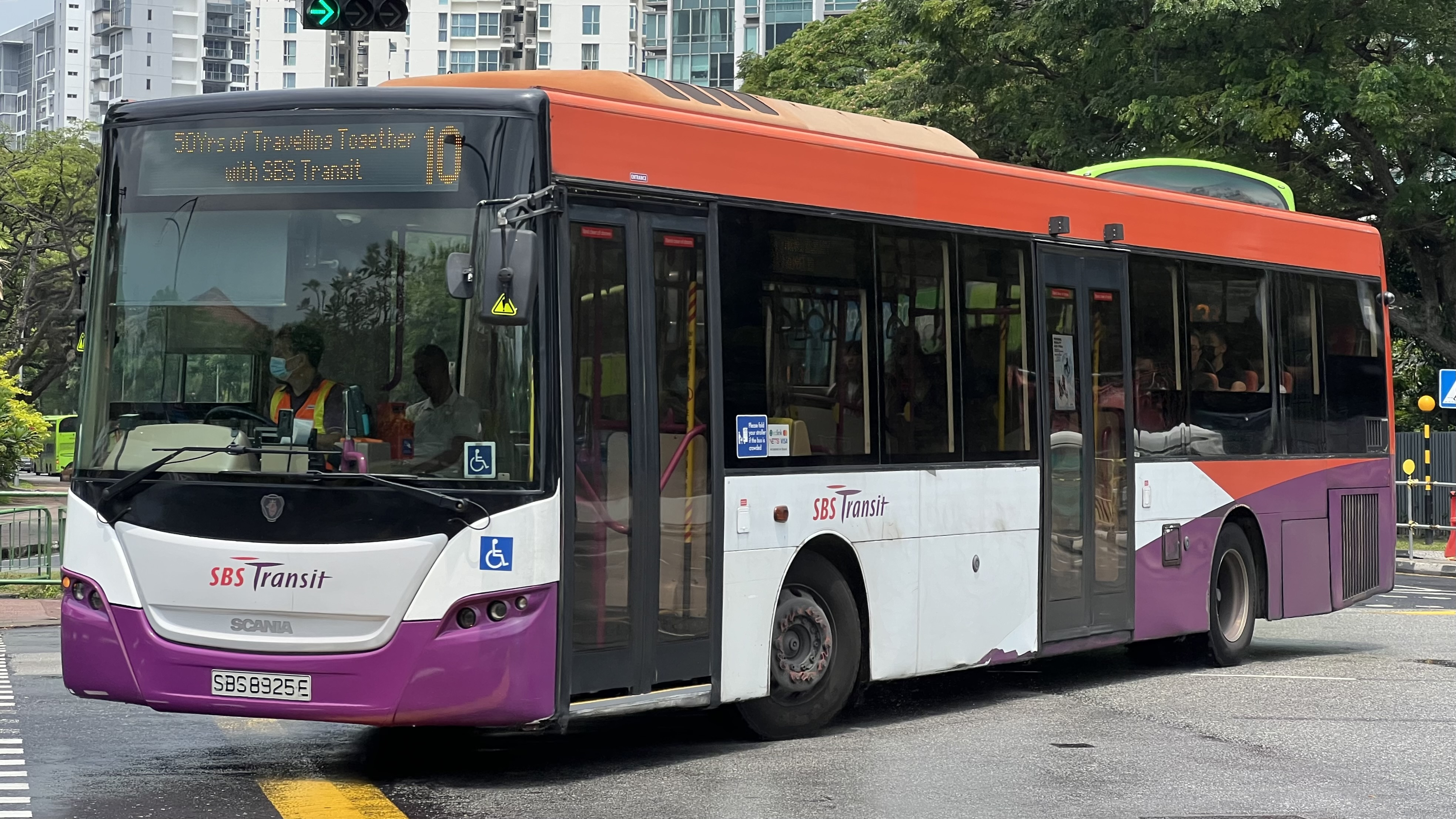
新捷運歐5引擎版本斯堪尼亞K230UB型巴士

## 澳洲
在澳洲的墨爾本，Cranbourne Transit (Pulitano Group), Dysons Bus Service (Dyson Group), Eastrans (C.D.C. Group), Invicta (Grenda Group), Melbourne Bus Link (Dyson Group), Nationalbus Company (Ventura Group), U.S. Bus Lines (Ventura Group), Ventura Bus Lines (Ventura Group), Westrans-Altona (C.D.C. Group), Westrans-Sunshine (C.D.C. Group)及Westrans-Werribee (C.D.C. Group)亦有購買斯堪尼亞K230UB低地台巴士。

## 英國
在英國，有數間巴士公司已購買斯堪尼亞K230UB巴士，主要配Wright Solar及Wright Solar Rural車身。

## 重大意外
- 2016年2月2日，下午2時許，九龍巴士5M線單層巴士駛經九龍灣承啟道一個彎位時，車上一名男乘客兩手提着膠袋，從下車門位置整個人被拋出車外，頭部重傷昏迷，情況危殆。涉及意外的巴士下車位的兩扇車門，其中一扇的玻璃完全碎裂，只剩下框架，玻璃碎片散落車廂及路邊，門鉸亦移位。警方正調查意外原因。[2]出事巴士被扣留在九龍灣汽車扣留中心。

## 外部連結
- Scania K230UB （页面存档备份，存于）
- 香港巴士大典上的相关条目：斯堪尼亞K230UB